# MISA
MISA （みさ / 美佐）は、イタリア在住の日本のシンガーソングライター。モデル・俳優・ラジオパーソナリティ等を務めるマルチタレントでもある。武蔵野音楽大学卒業。誕生日は3月1日。

## 活動歴
声楽の勉強の過程でイタリア語やイタリアの文化に精通する必要性を感じ、イタリアに留学するが、現地が気に入り、そのまま在住することとなる。MISCRIMA は、SIAE(イタリア音楽著作権協会)に資格登録された、作詞家・作曲家としてのペンネーム。
デビュー曲は1999年にイタリアで発売された「BANZAI」で、現地ではディスコ等を中心に好評となる。その後スペインで大ヒット。この情報を聞きつけた日本のDJがシングルを現地で調達。日本のクラブで流したところ大ヒットし、USENでは空きチャンネルを利用した期間限定の特設チャンネルの24時間番組番組で延々と「BANZAI」をオンエアすると共に会員向け情報誌でCDを販売した。2001年には東芝EMIから日本でのデビューが決定、東名阪の女子高生の間では知らない方が珍しいとまで言われる程の定番ソングとなっている。「BANZAI」以外で良く知られる曲では「Du-Du Di-Da」（2005年）「SO SO」「イチニチ」（いずれも2006年）等。「BANZAI」程ではないにしても人気を博し、着うたでは累計40万回ものダウンロードを記録するに至った。
基本的な曲調としては、原曲の場合、ディスコ系にしてはややスローテンポでゆったりとしたメロディに、日常のささやかな幸福・平和・博愛などをテーマとした詞を組み合わせており、ほのぼの・まったりしていて、それでいて明るいというのが共通した特徴である。 しかしながら、主にディスコやクラブでプレイされたり、そのような場を好むリスナーに支持されているという性質ゆえか、ユーロビートやトランスにリミックスされることが多く、そうしたコンピレーション・アルバム系の売上も多いため、巷ではイケイケのイメージが先行している感も否めない。
2006年6月14日には初のアルバム「MISA CODE」を発売。未収録曲を含めたオリジナルが16トラック、リミックスが5トラックの計21トラック。DVD付パッケージの場合、さらにパラパラの動画が5トラック収録されている。
2007年6月に発売されたコンピレーション・アルバム「夏物語 2007」で新曲「夏物語～Summer Story~」を発表。シングルとしてはCDの発売はなく配信のみであるが、夏のサークル活動対抗パラパライベントのタイトル曲にもなり、2008年6月に発売の「夏物語 2008」では違うヴァージョンが収録される。日本のみならず、彼女の曲に合わせて、パラパラを踊る人が世界中に存在する。その後、イタリアを拠点に活動を続けRomeo Gigliの専属モデルなどをしていた。
2015年、ミラノ国際博覧会と同時に行われたイベントで「MISA CODE」に収録されている「MILANO」を始め、その他数曲を披露したが、これを最後に公の場から姿を消した。
2019年9月、新曲「KOREDE OK!」を発表。
2020年、イタリアにおける新型コロナウイルスの影響で、厳しい外出制限が始まったことをきっかけに、イタリアからの情報発信を目的としたInstagram を始める。

## ディスコグラフィー（日本）

### シングル
- BANZAI（2005年3月30日）
- Du-Du Di-Da（2005年9月30日）
- SO SO 〜恋のゴールデン☆ゴール〜（2006年5月31日）
- イチニチ（2006年6月28日）
- 夏物語 ~summer story~ （2007年6月27日）
- BOY （HIME REMIX）（2010年1月27日）
- KOREDE OK!（2019年9月13日、EU発売）日本は配信のみ

### アルバム
- MISA CODE（2006年6月14日）